# Callicladium haldanianum
Callicladium haldanianum là một loài Rêu trong họ Hypnaceae. Loài này được (Grev.) H.A. Crum mô tả khoa học đầu tiên năm 1971.

## Hình ảnh

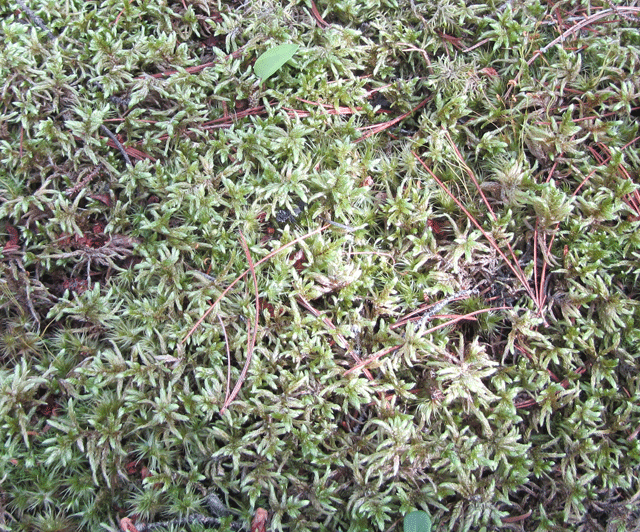
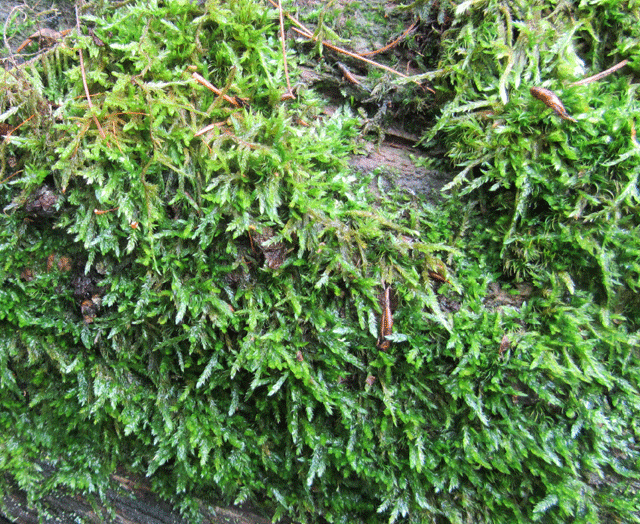